# Michael Atiyah
Sir Michael Francis Atiyah (n. 22 aprilie 1929, Hampstead⁠(d), Anglia, Regatul Unit – d. 11 ianuarie 2019, Edinburgh, Scoția, Regatul Unit) a fost un matematician britanic cu rădăcini libaneze, unul dintre cei mai importanți ai secolului XX.
Este cunoscut în special pentru lucrările sale de topologie algebrică și analiză matematică.
A colaborat cu mai mulți matematicieni, printre care Raoul Bott, Isadore Singer și Friedrich Hirzebruch.
Cu acesta din urmă a pus bazele Teoriei K din domeniul spațiilor topologice.
Dar cea mai valoroasă contribuție a sa o constituie Teorema indicelui Atiyah-Singer, care indică numărul de soluții independente ale anumitor tipuri de ecuații diferențiale.

## Lucrări scrise

### Cărți
Această subsecțiune enumeră toate cărțile scrise de Atiyah; omite câteva cărți pe care le-a editat.
- Atiyah, Michael F.; Macdonald, Ian G. (1969), Introduction to commutative algebra, Addison-Wesley Publishing Co., Reading, Mass.-London-Don Mills, Ont., MR 0242802. A classic textbook covering standard commutative algebra.
- Atiyah, Michael F. (1970), Vector fields on manifolds, Arbeitsgemeinschaft für Forschung des Landes Nordrhein-Westfalen, Heft 200, Cologne: Westdeutscher Verlag, MR 0263102. Reprinted as (Atiyah 1988b, item 50).
- Atiyah, Michael F. (1974), Elliptic operators and compact groups, Lecture Notes in Mathematics, Vol. 401, Berlin, New York: Springer-Verlag, MR 0482866. Reprinted as (Atiyah 1988c, item 78).
- Atiyah, Michael F. (1979), Geometry of Yang–Mills fields, Scuola Normale Superiore Pisa, Pisa, MR 0554924. Reprinted as (Atiyah 1988e, item 99).
- Atiyah, Michael F.; Hitchin, Nigel (1988), The geometry and dynamics of magnetic monopoles, M. B. Porter Lectures, Princeton University Press, doi:10.1515/9781400859306, ISBN 978-0-691-08480-0, MR 0934202. Reprinted as (Atiyah 2004, item 126).
- Atiyah, Michael F. (1988), Collected works. Vol. 1 Early papers: general papers, Oxford Science Publications, The Clarendon Press Oxford University Press, ISBN 978-0-19-853275-0, MR 0951892.
- Atiyah, Michael F. (1988), Collected works. Vol. 2 K-theory, Oxford Science Publications, The Clarendon Press Oxford University Press, ISBN 978-0-19-853276-7, MR 0951892.
- Atiyah, Michael F. (1988), Collected works. Vol. 3 Index theory: 1, Oxford Science Publications, The Clarendon Press Oxford University Press, ISBN 978-0-19-853277-4, MR 0951892.
- Atiyah, Michael F. (1988), Collected works. Vol. 4 Index theory:2, Oxford Science Publications, The Clarendon Press Oxford University Press, ISBN 978-0-19-853278-1, MR 0951892.
- Atiyah, Michael F. (1988), Collected works. Vol. 5 Gauge theories, Oxford Science Publications, The Clarendon Press Oxford University Press, ISBN 978-0-19-853279-8, MR 0951892.
- Atiyah, Michael F. (1989), K-theory, Advanced Book Classics (ed. 2nd), Addison-Wesley, ISBN 978-0-201-09394-0, MR 1043170. First edition (1967) reprinted as (Atiyah 1988b, item 45).
- Atiyah, Michael F. (1990), The geometry and physics of knots, Lezioni Lincee. [Lincei Lectures], Cambridge University Press, doi:10.1017/CBO9780511623868, ISBN 978-0-521-39521-2, MR 1078014. Reprinted as (Atiyah 2004, item 136).
- Atiyah, Michael F. (2004), Collected works. Vol. 6, Oxford Science Publications, The Clarendon Press Oxford University Press, ISBN 978-0-19-853099-2, MR 2160826.
- Atiyah, Michael F. (2007), Siamo tutti matematici (Italian: We are all mathematicians), Roma: Di Renzo Editore, p. 96, ISBN 88-8323-157-0, arhivat din original la 14 ianuarie 2019, accesat în 13 ianuarie 2019
- Atiyah, Michael F.; Iagolnitzer, Daniel; Chong, Chitat (2015), Fields Medallists' Lectures (3rd Edition), World Scientific, ISBN 978-981-4696-18-0.

### Lucrări selectate
- Atiyah, Michael F. (1961), „Characters and cohomology of finite groups”, Inst. Hautes Études Sci. Publ. Math., 9: 23–64, doi:10.1007/BF02698718. Reprinted in (Atiyah 1988b, paper 29).
- Atiyah, Michael F.; Hirzebruch, Friedrich (1961), „Vector bundles and homogeneous spaces”, Proc. Sympos. Pure Math. AMS, 3: 7–38. Reprinted in (Atiyah 1988b, paper 28).
- Atiyah, Michael F.; Segal, Graeme B. (1969), „Equivariant K-Theory and Completion”, Journal of Differential Geometry, 3: 1–18. Reprinted in (Atiyah 1988b, paper 49).
- Atiyah, Michael F. (1976), „Elliptic operators, discrete groups and von Neumann algebras”, Colloque "Analyse et Topologie" en l'Honneur de Henri Cartan (Orsay, 1974), Asterisque, 32–33, Soc. Math. France, Paris, pp. 43–72, MR 0420729. Reprinted in (Atiyah 1988d, paper 89). Formulation of the Atiyah "Conjecture" on the rationality of the L2-Betti numbers.
- Atiyah, Michael F.; Singer, Isadore M. (1963), „The Index of Elliptic Operators on Compact Manifolds”, Bull. Amer. Math. Soc., 69: 322–433, doi:10.1090/S0002-9904-1963-10957-X. An announcement of the index theorem. Reprinted in (Atiyah 1988c, paper 56).
- Atiyah, Michael F.; Singer, Isadore M. (1968), „The Index of Elliptic Operators I”, Annals of Mathematics, The Annals of Mathematics, Vol. 87, No. 3, 87 (3): 484–530, doi:10.2307/1970715, JSTOR 1970715. This gives a proof using K theory instead of cohomology. Reprinted in (Atiyah 1988c, paper 64).
- Atiyah, Michael F.; Segal, Graeme B. (1968), „The Index of Elliptic Operators: II”, Annals of Mathematics, Second Series, The Annals of Mathematics, Vol. 87, No. 3, 87 (3): 531–545, doi:10.2307/1970716, JSTOR 1970716. This reformulates the result as a sort of Lefschetz fixed point theorem, using equivariant K theory. Reprinted in (Atiyah 1988c, paper 65).
- Atiyah, Michael F.; Singer, Isadore M. (1968), „The Index of Elliptic Operators III”, Annals of Mathematics, Second Series, 87 (3): 546–604, doi:10.2307/1970717, JSTOR 1970717. This paper shows how to convert from the K-theory version to a version using cohomology. Reprinted in (Atiyah 1988c, paper 66).
- Atiyah, Michael F.; Singer, Isadore M. (1971), „The Index of Elliptic Operators IV”, Annals of Mathematics, Second Series, The Annals of Mathematics, Vol. 93, No. 1, 93 (1): 119–138, doi:10.2307/1970756, JSTOR 1970756 This paper studies families of elliptic operators, where the index is now an element of the K-theory of the space parametrizing the family. Reprinted in (Atiyah 1988c, paper 67).
- Atiyah, Michael F.; Singer, Isadore M. (1971), „The Index of Elliptic Operators V”, Annals of Mathematics, Second Series, The Annals of Mathematics, Vol. 93, No. 1, 93 (1): 139–149, doi:10.2307/1970757, JSTOR 1970757. This studies families of real (rather than complex) elliptic operators, when one can sometimes squeeze out a little extra information. Reprinted in (Atiyah 1988c, paper 68).
- Atiyah, Michael F.; Bott, Raoul (1966), „A Lefschetz Fixed Point Formula for Elliptic Differential Operators”, Bull. Am. Math. Soc., 72 (2): 245–50, doi:10.1090/S0002-9904-1966-11483-0. This states a theorem calculating the Lefschetz number of an endomorphism of an elliptic complex. Reprinted in (Atiyah 1988c, paper 61).
- Atiyah, Michael F.; Bott, Raoul (1967), „A Lefschetz Fixed Point Formula for Elliptic Complexes: I”, Annals of Mathematics, Second Series, The Annals of Mathematics, Vol. 86, No. 2, 86 (2): 374–407, doi:10.2307/1970694, JSTOR 1970694 (reprinted in (Atiyah 1988c, paper 61))and Atiyah, Michael F.; Bott, Raoul (1968), „A Lefschetz Fixed Point Formula for Elliptic Complexes: II. Applications”, Annals of Mathematics, Second Series, 88 (3): 451–491, doi:10.2307/1970721, JSTOR 1970721. Reprinted in (Atiyah 1988c, paper 62). These give the proofs and some applications of the results announced in the previous paper.
- Atiyah, Michael F.; Bott, Raoul; Patodi, Vijay K. (1973), „On the heat equation and the index theorem” (PDF), Invent. Math., 19 (4): 279–330, Bibcode:1973InMat..19..279A, doi:10.1007/BF01425417, MR 0650828; Atiyah, Michael F.; Bott, R.; Patodi, V. K. (1975), „Errata”, Invent. Math., 28 (3): 277–280, Bibcode:1975InMat..28..277A, doi:10.1007/BF01425562, MR 0650829 Reprinted in (Atiyah 1988d, paper 79, 79a).
- Atiyah, Michael F.; Schmid, Wilfried (1977), „A geometric construction of the discrete series for semisimple Lie groups”, Invent. Math., 42: 1–62, Bibcode:1977InMat..42....1A, doi:10.1007/BF01389783, MR 0463358; Atiyah, Michael F.; Schmid, Wilfried (1979), „Erratum”, Invent. Math., 54 (2): 189–192, Bibcode:1979InMat..54..189A, doi:10.1007/BF01408936, MR 0550183. Reprinted in (Atiyah 1988d, paper 90).
- Atiyah, Michael (2010), Edinburgh Lectures on Geometry, Analysis and Physics (PDF)

## Premii și distincții
- 1966: Medalia Fields
- 1968: Royal Medal din partea Royal Society
- 1981: Premiul Antonio-Feltrinelli din partea Accademia Nazionale dei Lincei
- 1987: Premiul Internațional König-Faisal pentru Știință
- 1983: numit cavaler
- 1988: Medalia Copley
- 1992: devine membru al ordinului britanic Order of Merit
- 2004: Premiul Abel.

## Legături externe
- Michael Atiyah tells his life story at Web of Stories
- The celebrations of Michael Atiyah's 80th birthday in Edinburgh, 20-24 April 2009
- Mathematical descendants of Michael Atiyah
- „Sir Michael Atiyah on math, physics and fun”, superstringtheory.com, Official Superstring theory web site], arhivat din original la 14 septembrie 2008, accesat în 14 august 2008
- Atiyah, Michael, Beauty in Mathematics (video, 3m14s), arhivat din original la 26 mai 2011, accesat în 14 august 2008
- Atiyah, Michael, The nature of space (Online lecture), arhivat din original la 3 august 2020, accesat în 14 august 2008
- Batra, Amba (8 noiembrie 2003), Maths guru with Einstein's dream prefers chalk to mouse. (Interview with Atiyah.), Delhi newsline, accesat în 14 august 2008
- Michael Atiyah at the Mathematics Genealogy Project
- Halim, Hala (1998), „Michael Atiyah:Euclid and Victoria”, Al-Ahram Weekly On-line (391), arhivat din original la 16 august 2004, accesat în 26 august 2008
- Meek, James (21 aprilie 2004), „Interview with Michael Atiyah”, The Guardian, London, accesat în 14 august 2008
- Sir Michael Atiyah FRS, Isaac Newton Institute, arhivat din original la 31 mai 2008, accesat în 14 august 2008
- „Atiyah and Singer receive 2004 Abel prize” (PDF), Notices of the American Mathematical Society, 51 (6): 650–651, 2006, accesat în 14 august 2008
- Raussen, Martin; Skau, Christian (24 mai 2004), Interview with Michael Atiyah and Isadore Singer, accesat în 14 august 2008
- Photos of Michael Francis Atiyah, Oberwolfach photo collection, accesat în 14 august 2008
- Wade, Mike (21 aprilie 2009), Maths and the bomb: Sir Michael Atiyah at 80, London: Timesonline, arhivat din original la 7 mai 2009, accesat în 12 mai 2010
- List of works of Michael Atiyah from Celebratio Mathematica